# Pattinaggio di figura ai I Giochi olimpici invernali - Pattinaggio di figura maschile
La competizione del pattinaggio di figura maschile dei I Giochi olimpici invernali si è svolta i giorni 29 e 30 gennaio 1924 a Chamonix.

## Risultati

### Figure Obbligatorie
Si sono svolte il giorno 29 gennaio 1924
| Pos. | Concorrente      | Nazione        | Giudici   | Giudici   | Giudici   | Giudici   | Giudici   | Giudici   | Giudici   | Giudici   | Giudici   | Giudici   | Giudici   | Giudici   | Giudici   | Giudici   | TPO |
| Pos. | Concorrente      | Nazione        | Giudice 1 | Giudice 1 | Giudice 2 | Giudice 2 | Giudice 3 | Giudice 3 | Giudice 4 | Giudice 4 | Giudice 5 | Giudice 5 | Giudice 6 | Giudice 6 | Giudice 7 | Giudice 7 | TPO |
| Pos. | Concorrente      | Nazione        | Punti     | PO        | Punti     | PO        | Punti     | PO        | Punti     | PO        | Punti     | PO        | Punti     | PO        | Punti     | PO        | TPO |
| ---- | ---------------- | -------------- | --------- | --------- | --------- | --------- | --------- | --------- | --------- | --------- | --------- | --------- | --------- | --------- | --------- | --------- | --- |
| 1    | Gillis Grafström | Svezia         | 217,00    | 1         | 221,25    | 1         | 262,25    | 1         | 232.00    | 1         | 225,00    | 1         | 228,25    | 2         | 224,25    | 2         | 9   |
| 2    | Willy Böckl      | Austria        | 211,25    | 2         | 216,00    | 2         | 251,50    | 3         | 223.50    | 2         | 203,50    | 2         | 231,75    | 1         | 225,75    | 1         | 13  |
| 3    | Georges Gautschi | Svizzera       | 175,75    | 3         | 185,25    | 3         | 237,25    | 4         | 202.25    | 3         | 192,75    | 3         | 205,00    | 3         | 206,50    | 3         | 22  |
| 4    | Nathaniel Niles  | Stati Uniti    | 157,00    | 5         | 170,25    | 4         | 220,50    | 7         | 193.75    | 4         | 177,25    | 4         | 196,75    | 4         | 185,00    | 4         | 32  |
| 5    | Josef Slíva      | Cecoslovacchia | 159,50    | 4         | 167,75    | 5         | 252,50    | 2         | 189.75    | 5         | 162,25    | 6         | 184,25    | 7         | 162,50    | 8         | 37  |
| 6    | John Page        | Gran Bretagna  | 154,75    | 6         | 154,00    | 6         | 226,00    | 5         | 184.25    | 7         | 173,00    | 5         | 185,25    | 6         | 180,50    | 5         | 40  |
| 7    | Melville Rogers  | Canada         | 153,50    | 7         | 151,00    | 7         | 212,75    | 8         | 189.50    | 6         | 158,25    | 7         | 189,00    | 5         | 171,75    | 7         | 47  |
| 8    | Freddy Mésot     | Belgio         | 145,50    | 9         | 143,50    | 8         | 223,25    | 6         | 174.00    | 9         | 125,75    | 9         | 183,75    | 8         | 172,00    | 6         | 55  |
| 9    | Pierre Brunet    | Francia        | 146,00    | 8         | 140,00    | 9         | 212,25    | 9         | 175.75    | 8         | 122,00    | 10        | 169,00    | 9         | 154,75    | 9         | 62  |
| 10   | Herbert Clarke   | Gran Bretagna  | 125,00    | 10        | 135,75    | 10        | 199,00    | 10        | 154.75    | 10        | 136,25    | 8         | 154,75    | 10        | 151,75    | 10        | 68  |
| 11   | André Malinet    | Francia        | 114,75    | 11        | 92,50     | 11        | 174,00    | 11        | 142.00    | 11        | 101,50    | 11        | 117,25    | 11        | 129,25    | 11        | 77  |

### Figure Libere
Si sono svolte il giorno 30 gennaio 1924
| Pos. | Concorrente      | Nazione        | Giudici   | Giudici   | Giudici   | Giudici   | Giudici   | Giudici   | Giudici   | Giudici   | Giudici   | Giudici   | Giudici   | Giudici   | Giudici   | Giudici   | TPO  |
| Pos. | Concorrente      | Nazione        | Giudice 1 | Giudice 1 | Giudice 2 | Giudice 2 | Giudice 3 | Giudice 3 | Giudice 4 | Giudice 4 | Giudice 5 | Giudice 5 | Giudice 6 | Giudice 6 | Giudice 7 | Giudice 7 | TPO  |
| Pos. | Concorrente      | Nazione        | Punti     | PO        | Punti     | PO        | Punti     | PO        | Punti     | PO        | Punti     | PO        | Punti     | PO        | Punti     | PO        | TPO  |
| ---- | ---------------- | -------------- | --------- | --------- | --------- | --------- | --------- | --------- | --------- | --------- | --------- | --------- | --------- | --------- | --------- | --------- | ---- |
| 1    | Willy Böckl      | Austria        | 123,50    | 2,0       | 130,00    | 1,0       | 136,50    | 2,0       | 146,25    | 2,0       | 143,00    | 2,0       | 139,75    | 1,5       | 136,50    | 1,0       | 11,5 |
| 2    | Gillis Grafström | Svezia         | 133,25    | 1,0       | 126,75    | 2,5       | 130,00    | 3,5       | 149,50    | 1,0       | 152,75    | 1,0       | 139,75    | 1,5       | 133,25    | 2,0       | 12,5 |
| 3    | Josef Slíva      | Cecoslovacchia | 113,75    | 3,0       | 126,75    | 2,5       | 156,00    | 1,0       | 123,50    | 4,0       | 126,75    | 5,0       | 130,00    | 3,0       | 120,25    | 4,5       | 23,0 |
| 4    | Georges Gautschi | Svizzera       | 100,75    | 4,5       | 104,00    | 5,0       | 110,50    | 5,5       | 130,00    | 3,0       | 139,75    | 3,0       | 126,75    | 4,0       | 117,00    | 6,5       | 31,5 |
| 5    | John Page        | Gran Bretagna  | 100,75    | 4,5       | 110,50    | 4,0       | 104,00    | 7,0       | 120,25    | 5,0       | 130,00    | 4,0       | 117,00    | 6,0       | 126,75    | 3,0       | 33,5 |
| 6    | Pierre Brunet    | Francia        | 91,00     | 7,0       | 81,25     | 6,0       | 130,00    | 3,5       | 107,25    | 9,0       | 110,50    | 6,5       | 123,50    | 5,0       | 117,00    | 6,5       | 43,5 |
| 7    | Freddy Mésot     | Belgio         | 87,75     | 8,0       | 68,25     | 10,5      | 110,50    | 5,5       | 110,50    | 7,5       | 94,25     | 8,0       | 104,00    | 7,0       | 120,25    | 4,5       | 51,0 |
| 8    | Melville Rogers  | Canada         | 94,25     | 6,0       | 71,50     | 7,5       | 78,00     | 8,0       | 110,50    | 7,5       | 110,50    | 6,5       | 97,50     | 9,0       | 100,75    | 8,5       | 53,0 |
| 9    | Nathaniel Niles  | Stati Uniti    | 84,50     | 9,0       | 71,50     | 7,5       | 65,00     | 9,5       | 113,75    | 6,0       | 84,50     | 9,0       | 100,75    | 8,0       | 100,75    | 8,5       | 57,5 |
| 10   | André Malinet    | Francia        | 71,50     | 10,0      | 71,50     | 9,0       | 65,00     | 9,5       | 94,25     | 10,0      | 78,00     | 10,0      | 78,00     | 10,0      | 87,75     | 11,0      | 69,5 |
| 11   | Herbert Clarke   | Gran Bretagna  | 68,25     | 11,0      | 68,25     | 10,5      | 52,00     | 11,0      | 84,50     | 11,0      | 52,00     | 11,0      | 65,00     | 11,0      | 91,00     | 10,0      | 75,5 |

### Classifica finale
| Pos.    | Concorrente      | Nazione        | Giudici   | Giudici   | Giudici   | Giudici   | Giudici   | Giudici   | Giudici   | Giudici   | Giudici   | Giudici   | Giudici   | Giudici   | Giudici   | Giudici   | TPO | TP      |
| Pos.    | Concorrente      | Nazione        | Giudice 1 | Giudice 1 | Giudice 2 | Giudice 2 | Giudice 3 | Giudice 3 | Giudice 4 | Giudice 4 | Giudice 5 | Giudice 5 | Giudice 6 | Giudice 6 | Giudice 7 | Giudice 7 | TPO | TP      |
| Pos.    | Concorrente      | Nazione        | Punti     | PO        | Punti     | PO        | Punti     | PO        | Punti     | PO        | Punti     | PO        | Punti     | PO        | Punti     | PO        | TPO | TP      |
| ------- | ---------------- | -------------- | --------- | --------- | --------- | --------- | --------- | --------- | --------- | --------- | --------- | --------- | --------- | --------- | --------- | --------- | --- | ------- |
| Oro     | Gillis Grafström | Svezia         | 350,25    | 1         | 348,00    | 1         | 392,25    | 2         | 381,50    | 1         | 377,75    | 1         | 368,00    | 2         | 357,50    | 2         | 10  | 2575,25 |
| Argento | Willy Böckl      | Austria        | 334,75    | 2         | 346,00    | 2         | 388,00    | 3         | 369,75    | 2         | 346,50    | 2         | 371,50    | 1         | 362,25    | 1         | 13  | 2518,75 |
| Bronzo  | Georges Gautschi | Svizzera       | 276,50    | 3         | 289,25    | 4         | 347,75    | 4         | 332,25    | 3         | 332,50    | 3         | 331,75    | 3         | 323,50    | 3         | 23  | 2233,50 |
| 4       | Josef Slíva      | Cecoslovacchia | 273,25    | 4         | 294,50    | 3         | 408,50    | 1         | 313,25    | 4         | 289,00    | 5         | 314,25    | 4         | 282,75    | 7         | 28  | 2175,50 |
| 5       | John Page        | Gran Bretagna  | 255,50    | 5         | 264,50    | 5         | 330,00    | 7         | 304,50    | 6         | 303,00    | 4         | 302,25    | 5         | 307,25    | 4         | 36  | 2067,00 |
| 6       | Nathaniel Niles  | Stati Uniti    | 241,50    | 7         | 241,75    | 6         | 285,50    | 9         | 307,50    | 5         | 261,75    | 7         | 297,50    | 6         | 285,75    | 6         | 46  | 1921,25 |
| 7       | Melville Rogers  | Canada         | 247,75    | 6         | 222,50    | 7         | 290,75    | 8         | 300,00    | 7         | 268,75    | 6         | 286,50    | 9         | 272,50    | 8         | 51  | 1888,75 |
| 8       | Pierre Brunet    | Francia        | 237,00    | 8         | 221,25    | 8         | 342,25    | 5         | 283,00    | 9         | 232,50    | 8         | 292,50    | 7         | 271,75    | 9         | 54  | 1880,25 |
| 9       | Freddy Mésot     | Belgio         | 233,25    | 9         | 211,75    | 9         | 333,75    | 6         | 284,50    | 8         | 220,00    | 9         | 287,75    | 8         | 292,25    | 5         | 54  | 1863,25 |
| 10      | Herbert Clarke   | Gran Bretagna  | 193,25    | 10        | 204,00    | 10        | 251,00    | 10        | 239,25    | 10        | 188,25    | 10        | 219,75    | 10        | 242,75    | 10        | 70  | 1538,25 |
| 11      | André Malinet    | Francia        | 186,25    | 11        | 164,00    | 11        | 239,00    | 11        | 236,25    | 11        | 179,50    | 11        | 195,25    | 11        | 217,00    | 11        | 77  | 1417,25 |